# I en villa
I en villa er en dansk kortfilm fra 2005 med instruktion og manuskript af Morten Jørsum.

## Handling
Denne artikel mangler et handlingsreferat. Hjælp os med at skrive det.